# Darren Collison
Darren Michael Collison (Rancho Cucamonga, 23 agosto 1987) è un ex cestista statunitense.

## Carriera

### High school e college
Dopo essere uscito dalla Etiwanda High School, prova ad entrare, senza successo, all'Università dell'Arizona. Decide quindi di andare a UCLA, preferendola a quella di San Diego che lo stava seguendo con interesse.
Gioca la prima stagione (2005-06) come guardia, e le tre successive come playmaker.
Molto veloce e abile difensivamente, nel suo anno da sophomore ha una media di 2,2 palle rubate 5,7 assist con il 44,7% da tre.
Nonostante ottime prospettive per il Draft 2007, decide di rimanere all'università per giocare il suo anno da junior.
Nella stagione 2007-08 ha migliorato la percentuale da tre punti, portandola al 51,7%, e facendo registrare una media dell'87% ai tiri liberi.
Alla fine della stagione 2008-09, dopo l'anno da senior, si dichiara eleggibile per il draft, venendo scelto alla 21ª chiamata dai New Orleans Hornets.
A New Orleans si trova, per buona parte della regular season, a coprire il posto del play titolare e stella della squadra Chris Paul: il rookie ex UCLA fornisce così prestazioni eccellenti, costituendo l'unica buona notizia della stagione degli Hornets, fuori dai playoffs e a fine stagione viene inserito nell'All-Rookie First Team. Durante l'estate 2010 viene girato agli Indiana Pacers nell'ambito di uno scambio di 5 giocatori tra 4 team. Nella notte del 12 luglio 2012 viene scambiato insieme al suo compagno di squadra Dahntay Jones ai Dallas Mavericks per il centro francese Ian Mahinmi. Il 3 luglio 2014 firma un contratto di 3 anni per complessivi 16 milioni di dollari con i Sacramento Kings. Dopo 45 partite, nel febbraio del 2015 subisce un infortunio all'anca che gli fa saltare il resto della stagione.
Alla fine di giugno 2019 annuncia il ritiro dal professionismo, rinunciando a un'offerta da 70 milioni di dollari per cinque anni di contratto, per dedicarsi all'opera di evangelizzatore fra le file dei Testimoni di Geova.
È tornato in campo il 25 dicembre 2021 quando ha firmato un contratto decadale con i Los Angeles Lakers, il cui roster era risultato decimato dai casi di positività al COVID-19.

## Statistiche
| * | Primo nella lega |

### NCAA
| Anno      | Squadra     | PG  | PT  | MP   | TC%  | 3P%  | TL%  | RP  | AP  | PRP | SP  | PP   |
| --------- | ----------- | --- | --- | ---- | ---- | ---- | ---- | --- | --- | --- | --- | ---- |
| 2005-2006 | UCLA Bruins | 39  | 5   | 19,2 | 40,4 | 33,3 | 78,4 | 1,8 | 2,3 | 0,9 | 0,1 | 5,5  |
| 2006-2007 | UCLA Bruins | 35  | 35  | 33,0 | 47,8 | 44,7 | 81,0 | 2,3 | 5,7 | 2,3 | 0,1 | 12,7 |
| 2007-2008 | UCLA Bruins | 33  | 32  | 34,7 | 48,2 | 52,5 | 87,2 | 2,6 | 3,8 | 1,9 | 0,1 | 14,5 |
| 2008-2009 | UCLA Bruins | 35  | 35  | 31,5 | 50,7 | 39,4 | 89,8 | 2,4 | 4,7 | 1,6 | 0,1 | 14,4 |
| Carriera  | Carriera    | 142 | 107 | 29,2 | 47,6 | 43,6 | 85,2 | 2,3 | 4,1 | 1,6 | 0,1 | 11,6 |

#### Massimi in carriera
- Massimo di punti: 33 vs. Oregon State (26 gennaio 2008)[5]
- Massimo di rimbalzi: 11 vs. Oregon State (5 marzo 2009)
- Massimo di assist: 15 vs. Arizona (17 febbraio 2017)
- Massimo di palle rubate: 9 Long Beach State (28 novembre 2006)
- Massimo di stoppate: 2 vs. Oregon (23 febbraio 2008)
- Massimo di minuti giocati: 43 (2 volte)

### NBA

#### Regular Season
| Anno      | Squadra          | PG  | PT  | MP   | TC%  | 3P%   | TL%  | RP  | AP  | PRP | SP  | PP   |
| --------- | ---------------- | --- | --- | ---- | ---- | ----- | ---- | --- | --- | --- | --- | ---- |
| 2009-2010 | N.O. Hornets     | 76  | 37  | 27,8 | 47,7 | 40,0  | 85,1 | 2,5 | 5,7 | 1,0 | 0,1 | 12,4 |
| 2010-2011 | Indiana Pacers   | 79  | 79  | 29,9 | 45,7 | 33,1  | 87,1 | 2,8 | 5,1 | 1,1 | 0,2 | 13,2 |
| 2011-2012 | Indiana Pacers   | 60  | 56  | 31,3 | 44,0 | 36,2  | 83,0 | 3,1 | 4,8 | 0,8 | 0,2 | 10,4 |
| 2012-2013 | Dallas Mavericks | 81  | 47  | 29,3 | 47,1 | 35,3  | 88,0 | 2,7 | 5,1 | 1,2 | 0,1 | 12,0 |
| 2013-2014 | L.A. Clippers    | 80  | 35  | 25,9 | 46,7 | 37,6  | 85,7 | 2,4 | 3,7 | 1,2 | 0,2 | 11,4 |
| 2014-2015 | Sacramento Kings | 45  | 45  | 34,8 | 47,3 | 37,3  | 78,8 | 3,2 | 5,6 | 1,5 | 0,3 | 16,1 |
| 2015-2016 | Sacramento Kings | 74  | 15  | 30,0 | 48,6 | 40,1  | 85,8 | 2,3 | 4,3 | 1,0 | 0,1 | 14,0 |
| 2016-2017 | Sacramento Kings | 68  | 64  | 30,3 | 47,6 | 41,7  | 86,0 | 2,2 | 4,6 | 1,0 | 0,1 | 13,2 |
| 2017-2018 | Indiana Pacers   | 69  | 64  | 29,2 | 49,5 | 46,8* | 88,2 | 2,6 | 5,3 | 1,3 | 0,2 | 12,4 |
| 2018-2019 | Indiana Pacers   | 76  | 76  | 28,2 | 46,7 | 40,7  | 83,2 | 3,1 | 6,0 | 1,4 | 0,1 | 11,2 |
| 2021-2022 | L.A. Lakers      | 3   | 0   | 12,3 | 28,6 | 0,0   | -    | 1,3 | 0,7 | 0,3 | 0,0 | 1,3  |
| Carriera  | Carriera         | 711 | 518 | 29,3 | 47,1 | 39,4  | 85,3 | 2,7 | 5,0 | 1,2 | 0,1 | 12,5 |

#### Play-off
| Anno     | Squadra        | PG | PT | MP   | TC%  | 3P%  | TL%   | RP  | AP  | PRP | SP  | PP   |
| -------- | -------------- | -- | -- | ---- | ---- | ---- | ----- | --- | --- | --- | --- | ---- |
| 2011     | Indiana Pacers | 5  | 5  | 29,2 | 39,1 | 66,7 | 63,6  | 2,6 | 4,0 | 1,0 | 0,4 | 9,4  |
| 2012     | Indiana Pacers | 11 | 0  | 18,6 | 51,4 | 36,4 | 87,0  | 1,3 | 3,0 | 1,3 | 0,0 | 8,7  |
| 2014     | L.A. Clippers  | 13 | 0  | 19,2 | 38,9 | 8,3  | 86,7  | 2,1 | 2,4 | 0,5 | 0,1 | 8,5  |
| 2018     | Indiana Pacers | 7  | 7  | 30,6 | 45,6 | 34,8 | 75,0  | 3,0 | 4,7 | 1,0 | 0,0 | 11,3 |
| 2019     | Indiana Pacers | 4  | 4  | 29,3 | 42,2 | 36,4 | 100,0 | 3,0 | 4,0 | 0,5 | 0,0 | 12,0 |
| Carriera | Carriera       | 40 | 16 | 23,3 | 43,6 | 33,3 | 83,5  | 2,2 | 3,3 | 0,9 | 0,1 | 9,5  |

#### Massimi in carriera
- Massimo di punti: 35 vs. Dallas Mavericks (28 febbraio 2010)[6]
- Massimo di rimbalzi: 13 vs. Indiana Pacers (19 febbraio 2010)
- Massimo di assist: 20 vs. Golden State Warriors (8 marzo 2010)
- Massimo di palle rubate: 6 (2 volte)
- Massimo di stoppate: 3 vs. Houston Rockets (4 novembre 2013)
- Massimo di minuti giocati: 48 vs. Los Angeles Clippers (15 marzo 2010)

## Palmarès
- NCAA AP All-America Third Team (2008)
- NBA All-Rookie First Team (2010)